# Ruine Stein (Hohenlohe)
Die Ruine Stein ist eine abgegangene Burg im unteren ehemaligen Dorf Stein von Westernhausen, einem Ortsteil der Gemeinde Schöntal im Hohenlohekreis in Baden-Württemberg.
Die Kleinburg wurde erst im Jahr 1305 als Burgstall erwähnt, also als eine bereits zu dieser Zeit abgegangene Burg. Sie war mehrere Jahrhunderte unter Gehölz verborgen und zeigt noch geringe Reste eines rechteckigen Wohnturmes mit den Seitenlängen von 17,1 × 9,2 Meter.
- Siehe auch: Geschichte von Westernhausen